# أحمد خليل (ممثل)
أحمد محمد خليل (15 يناير 1941 - 9 نوفمبر 2021)، ممثل مصري.

## عن حياته
ولد بمدينة بلقاس القريبة من المنصورة، كان يهوى التمثيل من صغره لكن والده رفض أن يسلك طريق التمثيل لأنه يريده أن يصبح مهندساً، ولكن بعد أن تخرج من الثانوية العامة أصرّ على والده دخول معهد السينما ليوافق والده على دخوله المجال الفني بشرط أن يدخل قسم الإخراج، ولكنه دخل من دون علم والده قسم التمثيل لأنه كان يعشق التمثيل ولم يعلم والده بذلك إلا بعد أن أحرز المركز الأول في قسم التمثيل، فاقتنع بعد ذلك والده بموهبة إبنه الكبيرة ليوافق على إكمال مشواره في التمثيل، وقد تخرج في معهد السينما سنة 1965. التحق بعدها بمسرح الجيب، ومن مسرحياته خادم سيدين وياسين وبهية، حب تحت الحراسة. في السبعينيات سافر إلى الخليج حيث بدأت موجة كبيرة من الإنتاج التلفزيوني مما أدى إلى ابتعاده عن العمل في السينما المصرية، إلا أنه شارك في أعمال متميزة منها سليمان الحلبي بدور «الجنرال الفرنسي كليبر» ومن إخراج عباس أرناؤوط وتأليف محفوظ عبد الرحمن، ثم عاد بكل قوة إلى التمثيل في التليفزيون المصري في أعمال تلفزيونية مثل الحقيقة .. ذلك المجهول، رحلة عذاب، حساب السنين، يموت الزمار، حديث الصباح والمساء، زمن عماد الدين. استطاع بحضوره التليفزيوني المكثف أن يؤدي كافة الشخصيات، لكنه لم يحظ بنفس المكانة في السينما.

## الأعمال

### مسلسلات
| إلّا أنا (حكايتي مع الزمان) :2021 - خيط حرير (مسلسل 2020) - الوجه الآخر: 2020 - الفتوة: 2020 - رسايل: 2018 - بديع - كأنه امبارح:2018 - محمود - الكيف: 2016 سليم البهظ - مولد وصاحبه غايب: 2015 - دنيا جديدة: 2015 - الحكر: 2014 - الخطيئة: 2014 صابر المنشاوي - اتهام: 2014 أشرف رياض - أهل الهوى: 2013 سعد زغلول - الركين: 2013 شوقي العدل - ألف سلامة: 2013 - الشك: 2013 - الباب في الباب (ج1 ← 4): 2011 ← 2014 - خليل فتح الباب - الصقر شاهين: 2013 - خرم إبرة: 2012 شوكت - الإمام الغزالي: 2012 عبد الملك بن عطاش - لسه بدري: 2012 ضيف شرف - ابن ليل: 2012 - هرم الست رئيسة: 2012 - ورد وشوك: 2012 - إبن موت: 2012 فخري - الخفافيش: 2012 - مشرفة رجل لهذا الزمان: 2011 ضيف شرف - نور مريم: 2011 عبده - كيد النسا: 2011 عدوي - لحظة ميلاد: 2011 وجيه - الجماعة: 2010 علي باشا ماهر - رحيل مع الشمس: 2010 مدحت - إختفاء سعيد مهران: 2010 فاضل الأسيوطي - موعد مع الوحوش: 2010 شوقي زهران - ريش نعام: 2010 - ورق التوت: 2009 - الرجل والطريق: 2009 - فتيات صغيرات: 2009 - ورقة توت: 2009 - حدف بحر: 2009 - الوتر المشدود: 2009 - الأشرار: 2009 - ثورة وحكاية: 2008 - السماح: 2008 - شرف فتح الباب: 2008 شبل العيسوي - رمانة الميزان: 2008 - قصة الأمس: 2008 د. أبو بكر شهاب - أيام الرعب والحب: 2008 - قصص بوليسية: 2008 - بنت من الزمن ده: 2008 - نفق الشيطان: 2008 - العنكبوت: 2008 - قلب امرأة: 2007 - ساعة عصاري: 2007 عبد الوارث - نادي القلوب الجريحة: 2007 | - حكايات المدندش: 2007 - سكة الهلالي: 2006 - مباراة زوجية: 2006 مختار - سوق الخضار: 2006 - عيون تائهة: 2006 - أولاد الشوارع: 2006 - أصعب قرار: 2006 - على يا ويكا: 2006 - الجبل: 2006 - المطعم شي توتو: 2006 - السيرة العاشورية (ج2): 2005 - أحلام سارة: 2005 - زهرة في الأرض البور: 2005 - العميل 1001: 2005 - ينابيع العشق: 2005 الباشا - الإمام محمد عبده: 2005 - ورد النيل: 2005 - الجانب الآخر من الشاطىء: 2005 - الظاهر بيبرس: 2005 - الست أصيلة: 2005 حسام - التوبة: 2005 - طائر الحب: 2005 - قلب حبيبة: 2005 الشيخ مختار - حكاوي طرح البحر: 2004 - المرسي والأرض: 2004 - أيامنا: 2004 - محمود المصري: 2004 جورج نيكولاس - مصر الجديدة: 2004 سعد زغلول - يا ورد مين يشتريك: 2004 - المهنة طبيب: 2004 - الحب والعنف: 2004 - ملاعيب شيحة: 2004 الملك الصالح - قلبي يناديك: 2004 والد علاء - قلب النهار: 2004 - شمس يوم جديد: 2003 عبد الحق - غدر وكبرياء: 2003 - فارس الرومانسية: 2003 طه السباعي - ذنوب الأبرياء: 2003 - أبيض x أبيض: 2003 - قمر سبتمبر: 2003 - ملك روحي: 2003 - بعد الطوفان: 2003 - طيور الشمس: 2002 - أوراق مصرية (ج2): 2002 - وحلقت الطيور نحو الشرق: 2002 أبراهيم - حرس سلاح: 2002 سباعي - فارس العرب سيف الدين الحمداني: 2002 - بلد المحبوب: 2002 - أمر إزالة: 2002 - زمن عماد الدين: 2002 فاضل بيه السكري | - قاسم أمين: 2002 - ضبط و إحضار: 2001 حسام العزيزي - حديث الصباح والمساء: 2001 عطا المراكيبي - وتاهت بعد العمر الطويل: 2001 - نهر العطاء: 2001 - الخير ينتصر أحيانا: 2001 - ابن ماجة ... القزويني: 2000 - أمشير: 2000 توفيق غالي - الغالب والمغلوب: 2000 - الوشاح الأبيض: 2000 مخيمر - الفسطاط: 2000 - البحث عن السعاده: 2000 - أستاذي الجليل رفقا بنا: 2000 - أوبرا عايدة: 2000 المعلم الصفطاوي - يوم للحياة ويوم للموت: 2000 - أحلام العمر: 2000 - الفجالة: 2000 - حارة المعز: 2000 - دقات الساعة: 2000 - سلمى يا سلامة: 2000 - حارة برجوان: 1999 - أنا وبناتي في الزحام: 1999 - موال الحب والغضب: 1999 - حلم آخر الليل: 1999 المعلم عويضة الحناوي - امسك الخشب: 1999 - بنت الأسيوطي: 1999 - أحلام سليمان: 1999 - ربما نلتقي: 1999 - الحنين إلى الماضي: 1999 - شفيقة وسرها الباتع: 1999 - دمعة على خد الزمن: 1999 - يا قلبي لا تبكي: 1999 - نور القمر: 1999 - الغروب لا يأتي سرا: 1999 - عطشان يا صبايا: 1999 - خيانة: 1999 بسيوني طه - القلب يخطىء أحيانا: 1998 عبد الغني السعدني - دهب قشرة: 1998 - أوراق من المجهول: 1998 - حب تحت الحراسة: 1998 - رد قلبي: 1998 الأمير إسماعيل - وبقيت الذكريات: 1998 - شيء من الخوف: 1998 - الفهلوي: 1998 - حكاية جواز عرندس: 1998 - الأب: 1998 - امرأة من زمن الحب: 1998 وجدي - هاربة من الجحيم: 1998 - صقر قريش: 1998 - أغنية على جسر الامل: 1998 | - وادي فيران: 1998 - المجهول: 1998 - دمي ودموعي وإبتسامتي: 1997 - ويبقى أمل: 1997 - لعبة القرية: 1997 - عباسية واحد: 1997 - هوانم جاردن سيتي (ج1): 1997 محمود باشا الشاذلي - أبو حنيفة النعمان: 1997 يوسف الثقفي - نقوش من ذهب ونحاس: 1996 - الأبطال (ج1، 2): 1996، 1998 الشيخ القويسني - إمراة مختلفة (صواريخ حريمي): 1996 - أيام الغربة: 1996 - بريق في السحاب: 1996 - عندما تتحرك الجبال: 1996 - الوهم و السلاح: 1995 - الفرسان: 1994 مؤيد الدين بن العلقمي - المهر: 1994 - بوابة الحلواني (ج2، 3): 1994، 1997 - البحث عن زوج: 1993 - الوعد الحق: 1993 أبي سفيان بن حرب - هنادي: 1993 - من الذي لا يحب فاطمة: 1993- أبو ماجدة - الطاووس: 1991 عبد الوارث - بين ثلاثة: 1991 - قابيل و قابيل: 1991 - مملوك في الحارة: 1991 - الطوفان: 1990 - حتى آخر جندي: 1989 لاجين - أهلا يا جدو العزيز: 1989 الطيب - حساب السنين: 1989 - الساقية تدور: 1987 - ملحمة الحب والرحيل: 1986 همام - اللص الظريف: 1982 - المعتمد بن عباد: 1982 ابن تاشفين - رحلة عذاب: 1982 عباس - الثأر قبل الحب أحيانا: 1981 صابر - شجرة الدر: 1979 ركن الدين الهيجاوي - ليلة سقوط غرناطة: 1979 - إصلاحية جبل الليمون: 1979 - مأمور قسم جبل الليمون - عنترة: 1978 - الحقيقة .. ذلك المجهول: 1977 - سليمان الحلبي: 1977 الجنرال كليبر - عندما يشتعل الرماد: 1973 رفيق - الحب والطوفان - دعاة الحق - فرط الرمان - الوريث - الوسادة الخالية - نهاية القصة - حلم العمر كله - حلم العمر |

### أفلام
| - سعيكم مشكور يا برو:2015 - إعدام بريء: 2014 اللواء خالد - جاءنا البيان التالي:2001 رياض غانم - بطل من الجنوب (عزيز عيني): 2000 إبراهيم - كوكب الشرق: 1999 | - المهمة: 1999 هاشم - القتل اللذيذ: 1998زهدي - امرأة فوق القمة: 1997 فخري - ناصر 56: 1996 - هدى ومعالي الوزير: 1994 معاوية - ضد الحكومة: 1992 الدكتور إبراهيم | - فخ الجواسيس: 1992 - الأراجوز: 1989 - كتيبة الإعدام: 1989العميد عدلي - ضحية حب: 1988 - الأوغاد: 1985 - التلاقي: 1977 | - مأساة الدكتور حسني:1973 - زهور برية: 1972 - 3 وجوه للحب: 1969 - المومياء: 1969 ابن العم الأول - 6 أشهر شرف: |

| - هبة من الله - بعيدا عن الحب - النور والنار - يا مالك قلبي - دي غلطتك - الدنيا لما تلف | - خريف لن يبدأ أبدًا - الممثل - مخالف زمانه - وانتهت اللعبة - زهور الحقد - رجل في محنة | - الخيط الاخضر - الثأر - رسمية - جلسة على نية - فارس الأحلام - دعوة إلى الله |

| - هارب على سفر : 2010 - سيرة ومسيرة: 2001 - خلوصي حارس خصوصي: 2000 - دي نهاية العالم يا زغلول: 1999 - لسان العصفور: 1992 - أرض الحب والسلام - طائرة العودة | - الجوازة التانية - وغربت الشمس - عشاق الحياة - الجذور - هالة والحرمان - الراقصون على النار |

## الوفاة
توفي يوم 9 نوفمبر 2021 متأثرا بإصابته بفيروس كورونا بحسب مصادر إعلامية، في حين قالت مصادر أُخرى أنه توفي إثر ذبحة صدرية.

## وصلات خارجية
- أحمد خليل على موقع IMDb (الإنجليزية)
- أحمد خليل على موقع الدهليز
- أحمد خليل على موقع قاعدة بيانات الأفلام العربية